# Jacques Coutrot
Jacques Coutrot   (17è districte de París, 10 d'abril de 1898 - Mormant, 17 de setembre de 1965) va ser un tirador d'esgrima, especialista en floret, francès que va competir durant la dècada de 1920.
El 1924 va prendre part en els Jocs Olímpics de París, on disputà dues proves del programa d'esgrima. Guanyà la medalla d'or en la prova del floret per equips, mentre en la prova de floret individual fou quart. Dotze anys més tard, als Jocs de Berlín, va guanyar la medalla de plata en la prova del floret per equips.
Entre 1949 i 1952 va ser president de la Federació Internacional d'Esgrima.